# Hydroporus lapponum
Hydroporus lapponum är en skalbaggsart som först beskrevs av Leonard Gyllenhaal 1808.  Hydroporus lapponum ingår i släktet Hydroporus och familjen dykare. Arten är reproducerande i Sverige. Inga underarter finns listade i Catalogue of Life.